# NGC 7514
NGC 7514 ist eine Spiralgalaxie vom Hubble-Typ Sa im Sternbild Pegasus am Nordsternhimmel. Sie ist schätzungsweise 225 Millionen Lichtjahre von der Milchstraße entfernt.
Das Objekt wurde am 21. September 1876 von Edouard Stephan entdeckt.